# 少耙叉鰾石首魚
少耙叉鰾石首魚為輻鰭魚綱鱸形目鱸亞目石首魚科的其中一種，分布西大西洋區，從哥倫比亞至巴西海域，棲息深度可達30公尺，體長可達20公分，棲息在沿海沙泥底質海域，屬肉食性，以甲殼類為食，成小群活動，可作為食用魚。